# Gemini (album Tanji)
Gemini – debiutancki solowy album studyjny estońskiej piosenkarki Tatjany „Tanji” Mihhailovej wydany 20 listopada 2012 roku.

## Lista utworów
Sporządzono na podstawie materiału źródłowego.
| Nr  | Tytuł utworu                              | Długość |
| --- | ----------------------------------------- | ------- |
| 1.  | „Supernatural”                            | 3:48    |
| 2.  | „All in My Head”                          | 3:48    |
| 3.  | „Final Destination”                       | 3:57    |
| 4.  | „Fire” (z Sinine)                         | 3:16    |
| 5.  | „Beware of the Gemini”                    | 4:43    |
| 6.  | „Broken”                                  | 3:46    |
| 7.  | „Don’t Tell Me”                           | 3:57    |
| 8.  | „Bla Bla”                                 | 3:12    |
| 9.  | „Second Chance”                           | 4:19    |
| 10. | „Sind ootan ikka veel” (z Mikkiem Saarem) | 3:35    |
| 11. | „Second Chance” (Hert Remix)              | 5:42    |
| 12. | „All in My Head” (Hert Remix)             | 4:02    |
|     |                                           | 48:05   |